# Bronzen dwergtiran
De bronzen dwergtiran (Pseudotriccus pelzelni) is een zangvogel uit de familie Tyrannidae (tirannen). Deze vogel is genoemd naar de Oostenrijkse ornitholoog August von Pelzeln.

## Verspreiding en leefgebied
Deze soort komt voor van Panama tot Peru en telt vier ondersoorten:
- P. p. berlepschi: oostelijk Panama en noordwestelijk Colombia.
- P. p. annectens: zuidwestelijk Colombia en westelijk Ecuador.
- P. p. pelzelni: oostelijk Colombia en oostelijk Ecuador.
- P. p. peruvianus: oostelijk Peru.

## Status
De grootte van de populatie is in 2022 geschat op 0,5-5 miljoen volwassen vogels. Op de Rode lijst van de IUCN heeft deze soort de status niet bedreigd.